# 韋賽德 (喬治亞州)
韋賽德（英語：Wayside）是位於美國喬治亞州瓊斯縣的一個非建制地區。該地的面積和人口皆未知。

## 地理
韋賽德的座標為33°03′40″N 83°36′18″W / 33.06111°N 83.60500°W，而該地的平均海拔高度為195米（即640英尺）。